# Gliese 183
Gliese 183 è una stella nella costellazione dell'Eridano di magnitudine apparente + 6,22. Basandosi sulla misura della parallasse, si trova a circa 28,4 anni luce di distanza dal sistema solare. È un sistema binario la cui componente principale è una stella di sequenza principale di classe spettrale K3-V.

## Collegamenti esterni

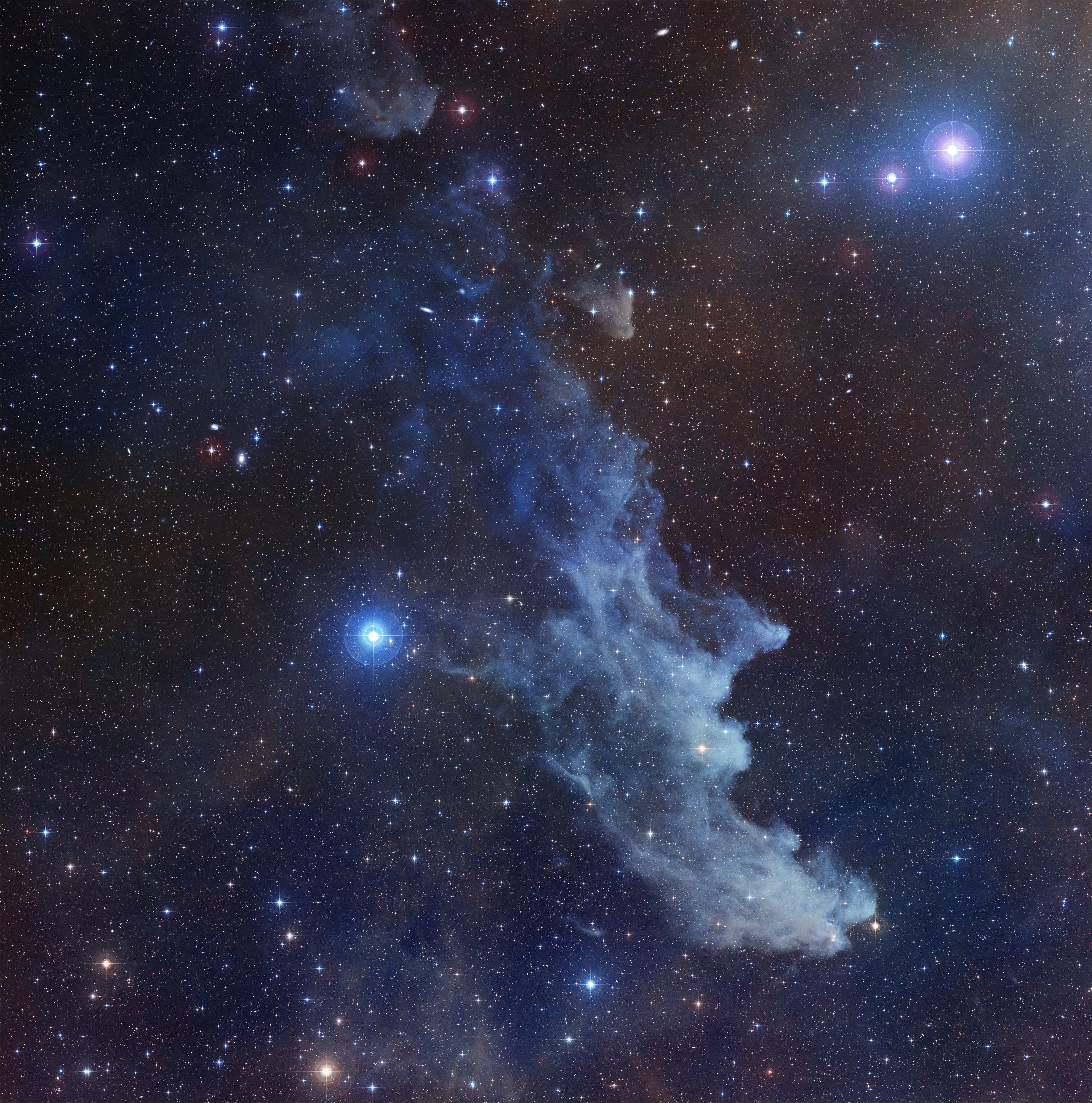
In questa immagine della Nebulosa Testa di Strega, Gliese 183 appare di colore giallo, in prossimità del bordo inferiore dell'immagine. Sono visibili anche le più luminose (al centro) e (in alto a destra).